# Pycnobotrya
Pycnobotrya é um género botânico pertencente à família Apocynaceae.